# Erysimum perofskianum
Erysimum perofskianum är en korsblommig växtart som beskrevs av Fisch. och Carl Anton von Meyer. Erysimum perofskianum ingår i släktet kårlar, och familjen korsblommiga växter. Inga underarter finns listade i Catalogue of Life.